# Maidu
I Maidu sono un gruppo di nativi americani che vivono nella California settentrionale, nella regione centrale della Sierra Nevada. Nelle lingue Maiduan, Maidu significa "persona".

## Suddivisione dei Maidu
Ci sono tre sottocategorie di Maidu:
- I Nisenan o i Maidu del sud: occupano la riva del Yuba River.
- I Mountain Maiduo Yamonee Maidu: occupano il percorso superiore e medio del Feather River.
- I Konkow: occupano la High Sierra, sulle rive inferiori del Feather e nella valle del Sacramento.

## Usi e costumi

### Le ceste Maidu
I Maidu erano cacciatori e raccoglitori.
Sono state ritrovate particolari esemplari di cesti, con dettagli molto dettagliati, in formati che variano tra piccoli cesti a enormi cesti di dieci o più metri di diametro. Oltre alla manifattura dei cesti, sono state ritrovate ciotole, vaschette poco profonde, trappole, culle e cappelli. Per produrre questi cestini, i Maidu hanno utilizzato decine di steli, cortecce, radici e foglie di diversi tipi di piante selvatiche. Alcune delle più comuni erano le radici di felce,  radici del redbud, ramoscelli di salice bianco e di Tule, rami di nocciolo, foglie di yucca, radici di erbe palustri e radici carice. Grazie alla combinazione di questi diversi tipi di piante, sono stati in grado di fare disegni geometrici rossi, neri, bianchi o marroni sui cestini.

### Alimentazione
Anche se i Maidu non erano agricoltori, come molte altre tribù della California hanno praticato la cura dei boschi di querce locali, per massimizzare la produzione di ghiande, il loro principale alimento.
Oltre alle ghiande, che hanno fornito amido alimentare e grassi, i Maidu vissero in un ambiente ricco di vita vegetale e animale, in gran parte commestibile, e hanno integrato la loro dieta con radici commestibili, il pesce di molti torrenti e fiumi, altre piante e specie animali.

### Abitazioni Maidu
Le case Maidu furono costruite soprattutto in collina ed in montagna ed erano in gran parte sotterranee (quasi tre metri sotto il livello del suolo). Queste case sotterranee erano di considerevoli dimensioni. Erano strutture circolari (40m di diametro), con pavimenti. Un focolare centrale garantisce il calore in inverno. Per la dimora estiva, una diversa struttura è stata utilizzata: composte principalmente di rami tagliati, legati e fissati, hanno l'apertura principale rivolta verso est, per catturare il sole che sorge e per sfuggire al caldo del pomeriggio.

### Religione
La religione Maidu ruotava intorno al Culto Kuksu, un sistema centrale di culto religioso sulla base di una società segreta di sesso maschile.

## Organizzazione sociale
Essi vivevano in piccoli villaggi senza un'organizzazione politica centralizzata. I capo villaggio, che spesso erano sacerdoti locali, erano selezionati da un ristretto gruppo di uomini, ma in genere erano soltanto i responsabili della risoluzione delle controversie interne oppure negoziavano su questioni insorte tra villaggi.